# Laurie Jussaume
Laurie Jussaume (7 de setembro de 1999) é uma ciclista canadense.
Jussaume recebeu uma medalha de bronze na Copa do Mundo de ciclismo em pista de 2017-2018 e representou o Canadá no evento júnior no Campeonato Mundial de Ciclismo em Estrada de 2016 e de 2017.
Ela competiu nos Campeonatos Panamericanos de Ciclismo em Pista de 2018, durante o qual recebeu uma medalha de bronze em perseguição por equipes, e nos Jogos Pan-Americanos de 2019, onde recebeu uma medalha de prata na perseguição por equipes feminino e uma de bronze no evento contra o relógio.